# 마이클 졸리
마이클 졸리(Michael Jolley, 1977년 3월 30일 ~ )는 영국의 프로 축구 코치이자 축구 감독이다.